# Colossendeis
Colossendeis är ett släkte av havsspindlar. Colossendeis ingår i familjen Colossendeidae.

## Dottertaxa tillColossendeis, i alfabetisk ordning[1]
- Colossendeis acuta
- Colossendeis angusta
- Colossendeis aperta
- Colossendeis arcuata
- Colossendeis australis
- Colossendeis avida
- Colossendeis bicincta
- Colossendeis bruuni
- Colossendeis clavata
- Colossendeis colossea
- Colossendeis cucurbita
- Colossendeis curtirostris
- Colossendeis dalli
- Colossendeis drakei
- Colossendeis enigmatica
- Colossendeis fijigrypos
- Colossendeis fragilis
- Colossendeis gardineri
- Colossendeis geoffroyi
- Colossendeis gibbosa
- Colossendeis glacialis
- Colossendeis grassa
- Colossendeis hoeki
- Colossendeis insolita
- Colossendeis japonica
- Colossendeis korotkevitschi
- Colossendeis kurtchatovi
- Colossendeis leninensis
- Colossendeis leptorhynchus
- Colossendeis longirostris
- Colossendeis losinskii
- Colossendeis macerrima
- Colossendeis media
- Colossendeis megalonyx
- Colossendeis melancholicus
- Colossendeis mica
- Colossendeis microsetosa
- Colossendeis minor
- Colossendeis minuta
- Colossendeis nasuta
- Colossendeis oculifera
- Colossendeis pedunculata
- Colossendeis peloria
- Colossendeis pipetta
- Colossendeis proboscidea
- Colossendeis robusta
- Colossendeis rostrata
- Colossendeis scoresbii
- Colossendeis scotti
- Colossendeis spicula
- Colossendeis stramenti
- Colossendeis subminuta
- Colossendeis tenera
- Colossendeis tenuipedis
- Colossendeis tethya
- Colossendeis tortipalpis
- Colossendeis wilsoni
- Colossendeis vityazi